# Честер, Ванесса Ли
Ване́сса Ли Че́стер (англ. Vanessa Lee Chester; род. 2 июля 1984 года, Голливуд, Лос-Анджелес, Калифорния, США) — американская теле- и киноактриса, наиболее известная по ролям в фильмах «Парк Юрского периода: Затерянный мир» и «Маленькая принцесса».

## Биография
Ванесса родилась в семье иммигрантов из Гайаны и стала первой в семье, родившейся в США. В 2006 году она окончила Университет Южной Калифорнии и получила степень бакалавра естественных наук.

## Фильмография
- 1993 — CB4 — Талона
- 1994 — Me and the Boys — Рени (сериал)
- 1995 — Сказочные истории для всех детей / Happily Ever After: Fairy Tales for Every Child — школьница #3 (сериал)
- 1995 — Маленькая принцесса / A Little Princess — Бекки
- 1996 — Шпионка Хэрриэт / Harriet the Spy — Джени Гиббс
- 1997 — Земля обетованная / Promised Land — Эмили Диксон (сериал)
- 1997 — Парк Юрского периода: Затерянный мир / The Lost World: Jurassic Park — Келли Кёртис Малкольм
- 1997 — Jurassic Park: Chaos Island (видеоигра, озвучка)
- 1997 — Шоу Рози О`Доннелл / The Rosie O'Donnell Show (сериал, играет саму себя)
- 1999 — Это всё она / She's All That — девочка #2
- 1999 — Будь собой / Get Real — грубая девочка (сериал)
- 1999 — 2000 — Опять и снова / Once and Again — Энни (сериал)
- 2000 — Dreams in the Attic — Анджел
- 2000 — Моя сводная сестра — инопланетянка / Stepsister from Planet Weird — Мишель (ТВ)
- 2001 — Beyond Jurassic Park (видео, играет саму себя)
- 2002 — Семейный закон / Family Law — девушка #1 (сериал)
- 2002 — Малкольм в центре внимания / Malcolm in the Middle — студентка #3 (сериал)
- 2004 — Расследование Джордан / Crossing Jordan — Эндри (сериал)
- 2005 — Без следа / Without a Trace — Дори (сериал)
- 2006 — Западное крыло / The West Wing — молодая избирательница #2 (сериал)
- 2006 — Вероника Марс / Veronica Mars — Морин (сериал)
- 2006 — The Shift — дочь (короткое видео)
- 2006 — Правосудие / Justice — 2-я присяжная (сериал)
- 2008 — Экстремальное кино / Extreme Movie — Шарлотта
- 2009 — Папе снова 17 / 17 Again — чирлидер #1
- 2010 — Одинокая звезда / Lone Star — Тамар Хилл (сериал)
- 2011 — Reconstruction — Элинор (ТВ)
- 2011 — 9ine — Кэндес (сериал)
- 2011 — Их перепутали в роддоме / Switched at Birth — Лиззи (сериал)

## Награды и номинации

### Победы
- «Молодой актёр»
  - 1997 — Лучшее исполнение в художественном фильме (за фильм «Шпионка Хэрриэт»)

### Номинации
- «Молодой актёр»
  - 1996 — Лучшая ведущая молодая актриса (за фильм «Маленькая принцесса»)
- NAACP Image Award
  - 1998 — Выдающаяся молодая актриса (за фильм «Парк Юрского периода: Затерянный мир»)
- «Сатурн»
  - 1998 — Лучшее исполнение роли молодой актрисой (за фильм «Парк Юрского периода: Затерянный мир»)